# Барон Клер

Герб Клеров

Барон (лорд) Клер (англ. Lord of Clare) — английский дворянский титул, существовавший в XI—XV веках.

## История
Название титула связано с замком Клер в Саффолке. В нормандском завоевании Англии участвовал Ричард Фиц-Гилберт, нормандский сеньор (в Нормандии он владел Бьенфетом и Орбеком), близкий родственник Вильгельма I Завоевателя. После того как Вильгельм стал королём, Ричард получил обширные земельные владения в восьми южноанглийских графствах от Эссекса до Девона. По данным «Книги страшного суда» (1087) Ричарду Фиц-Гилберту принадлежало 176 маноров, главным образом в Саффолке, Суррее, Эссексе и Кенте. Центрами владений Ричарда стали построенные ими замки: Тонбридж в Кенте и Клер в Саффолке. По названию первого замка в современных источниках он стал именоваться Ричардом из Тонбриджа, а название второго вскоре превратилось в родовое имя потомков Ричарда Фиц-Гилберта — дома Клер. После смерти Ричарда его земли были разделены между его сыновьями. Основная масса земель в Англии, включая Клер, досталась его второму сыну Гилберту.
Позже бароны Клер получили титулы графов Хартфорда и Глостера. По свидетельствам современников, Клеры в начале XIV века обладали крупнейшими земельными владениями среди всех дворянских родов Английского королевства. Последний представитель рода, Гилберт де Клер, 8-й граф Хартфорд и 4-й граф Глостер, погиб в 1314 году, не оставив детей.
За наследство Клеров развязалась борьба между тремя сёстрами покойного графа — Маргарет, Элинор и Элизабет. В итоге владения были разделены между ними. Клер в 1317 году получила младшая из сестёр — Элизабет. После её смерти Клер унаследовал её сын Уильям де Бург, 3-й граф Ольстер.
Уильям, обладавший большими владениями в Ольстере и Коннахте в Ирландии, сыновей не оставил. Наследницей его считалась Элизабет де Бург. Однако она была мала, за владения Бургов в Ольстере и Коннахте разгорелась так называемой Гражданской войны Бургов (1333—1338), в результате чего владения были захвачены ирландцами, поэтому фактически она владела только наследством Клеров. Однако король Англии Эдуард III признал за Элизабет все её титулы, взяв юную наследницу под опеку, и выдал её замуж за своего третьего сына Лайонела, герцога Кларенса.
У Элизабет и Лайонела была только одна дочь — Филиппа, которую выдали замуж за Эдмунда Мортимера, 3-го графа Марч. В итоге титул барона Клер оказался присоединён к титулу графа Марч.
После угасания рода Мортимеров в 1432 году титул по женской линии перешёл к Йоркам. После того как Эдуард Йоркский стал под именем Эдуарда IV в 1461 году королём Англии, титул исчез.

## Список баронов Клер
- ? — ок. 1090: Ричард Фиц-Гилберт (до 1035 — ок. 1090), сеньор де Бьенфейт и д’Орбек, 1-й лорд де Клер и де Тонбридж
- ок. 1090 — 1114/1117: Гилберт Фиц-Ричард (ум. 1114/1117), 2-й лорд де Клер с ок. 1090, лорд Кардикана, сын предыдущего
- 1114/1117 — 1136: Ричард Фиц-Гилберт (ок. 1084 — 15 апреля 1136), 3-й лорд де Клер с 1114/1117, граф Хартфорд (?) с 1135, сын предыдущего
- 1136 — 1152/1153: Гилберт де Клер (до 1115 — ок. 1152/1153), 1-й граф Хартфорд с ок. 1138, 4-й лорд де Клер с 1136, сын предыдущего
- 1152/1153 — 1173: Роджер де Клер (после 1115—1173)
 2/3-й граф Хартфорд и 5-й лорд Клер с 1152/1153, брат предыдущего
- 1173—1217: Ричард де Клер (ум. 30 октября/28 ноября 1217), 3/4-й граф Хартфорд и 6-й лорд Клер с 1173, сын предыдущего
- 1217 — 1230: Гилберт де Клер (ок. 1180 — 25 октября 1230), 4/5-й граф Хартфорд и 7-й граф Клер с 1217, 1-й граф Глостер с 1218, сын предыдущего
- 1230 — 1262: Ричард де Клер (4 августа 1222 — 15 июля 1262), 5/6-й граф Хартфорд, 2/5 граф Глостер и 8-й лорд Клер с 1230, сын предыдущего
- 1262 — 1295: Гилберт Рыжий де Клер (2 сентября 1243 — 7 декабря 1295), 6/7-й граф Хартфорд, 3/6 граф Глостер и 9-й лорд Клер с 1262, сын предыдущего
- 1295 — 1314: Гилберт де Клер (4 мая 1291 — 24 июня 1314), 7/8-й граф Хартфорд, 4/7 граф Глостер и 10-й лорд Клер с 1262, сын предыдущего
- 1317—1360: Элизабет де Клер (16 сентября 1295 — 4 ноября 1360), 11-я леди Клер с 1317, леди Чепстоу и Карлеона с 1320, сестра предыдущего
  - 1-й муж: Джон де Бург (ок. 1290 — 18 июня 1313), наследник графа Ольстера
  - 2-й муж: Теобальд де Вердон (ум. 27 июля 1316), лорд Вердон
  - 3-й муж: Роджер Дамори (ум. 13/14 марта 1322), лорд Дамори
- 1360—1363: Элизабет де Бург (6 июля 1332 — 10 декабря 1363), 4-я графиня Ольстер и леди Коннахта с 1333, 12-я леди Клер с 1360, внучка предыдущей, дочь Уильяма де Бурга, 3-го графа Ольстера, сына от 1-го брака
  - муж: Лайонел Антверп (29 ноября 1338 — 17 октября 1368), герцог Кларенс, граф Ольстер и лорд Клер (оба титула по праву жены)
- 1363—1378:Филиппа Плантагенет (16 августа 1355 — до 7 января 1378), 13-я леди Клер, 5-я графиня Ольстер с 1363, дочь предыдущей
  - муж: Эдмунд Мортимер (1 февраля 1352 — 27 декабря 1381), 3-й граф Марч, 5-й барон Мортимер из Вигмора и 4-й барон Женевиль с 1360, граф Ольстер и лорд Клер (оба титула по праву жены) с 1368, маршал Англии с 1369, наместник Ирландии с 1379
- 1378—1398: Роджер Мортимер (11 апреля 1374 — 20 июля 1398), 4-й граф Марч, 6-й граф Ольстер, 6-й барон Мортимер из Вигмора, 5-й барон Женевиль, 14-й лорд Клер с 1381, сын предыдущей
- 1398—1425: Эдмунд Мортимер (6 ноября 1391 — 18 января 1425), 5-й граф Марч, 7-й граф Ольстер, 7-й барон Мортимер из Вигмора, 6-й барон Женевиль, 15-й лорд Клер с 1398, сын предыдущего
- 1432—1460: Ричард Йоркский (21 сентября 1411 — 30 декабря 1460), 3-й герцог Йоркский с 1415, 6-й граф Марч, 8-й граф Ольстер, 8-й барон Мортимер из Вигмора, 16-й лорд Клер с 1425, 2-й граф Кембридж с 1426, племянник предыдущего
- 1460—1461: Эдуард Йоркский (28 апреля 1442 — 10 апреля 1483), 7-й граф Марч с 1445, 3-й герцог Йоркский, 9-й граф Ольстер, 3-й граф Кембридж, 9-й барон Мортимер из Вигмора и 17-й лорд Клер в 1460—1461, король Англии (Эдуард IV) в 1461—1470 и 1471—1483, сын предыдущего